# Közép-Frankföld (bajor régió)
Közép-Frankföld (németül Mittelfranken) kormányzati kerület Bajorországban, 1 719 494 lakossal (2011). A kerület székhelye Ansbach.

## Kerületrészek

### Járási jogú városok

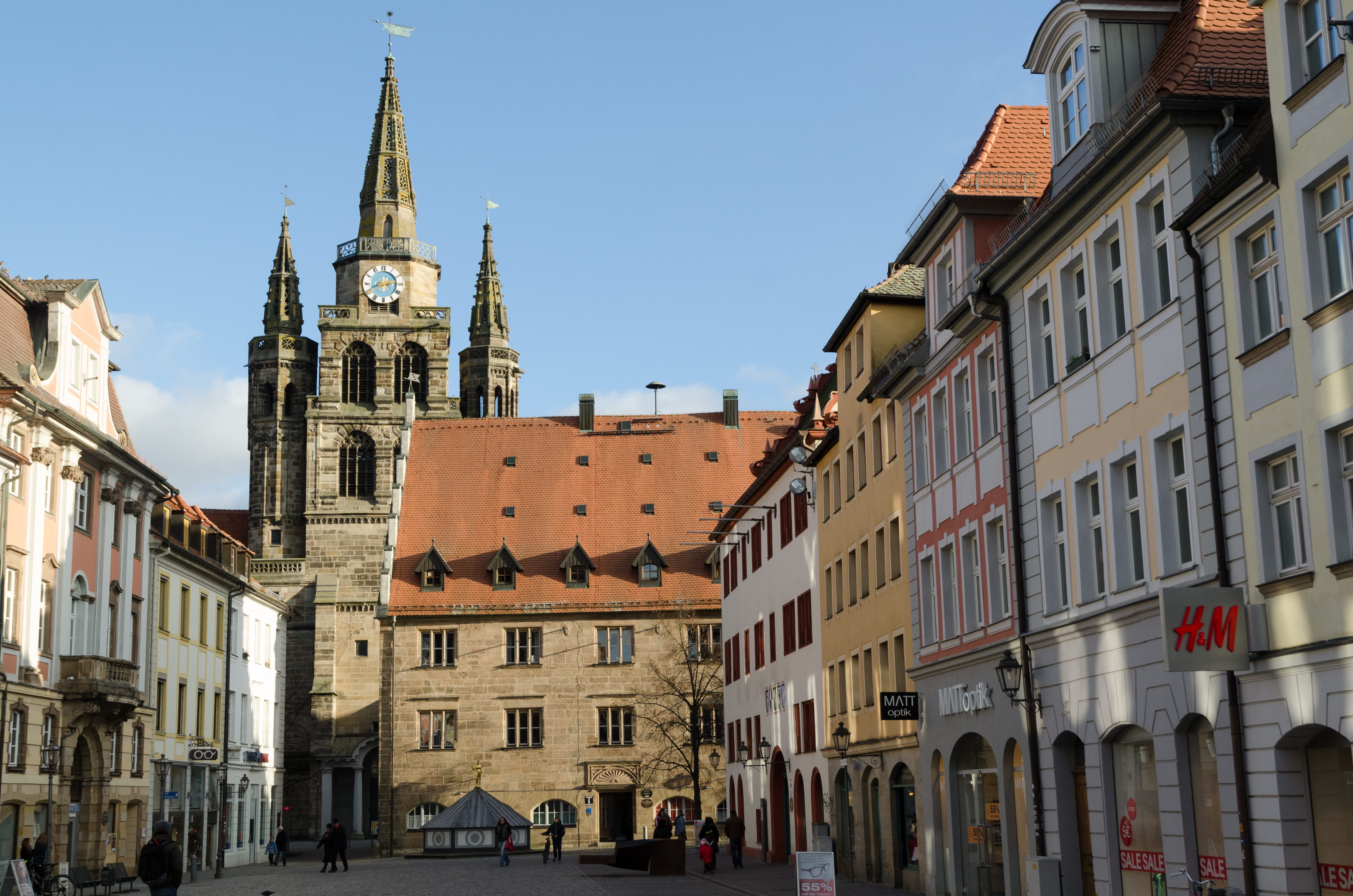
Ansbach
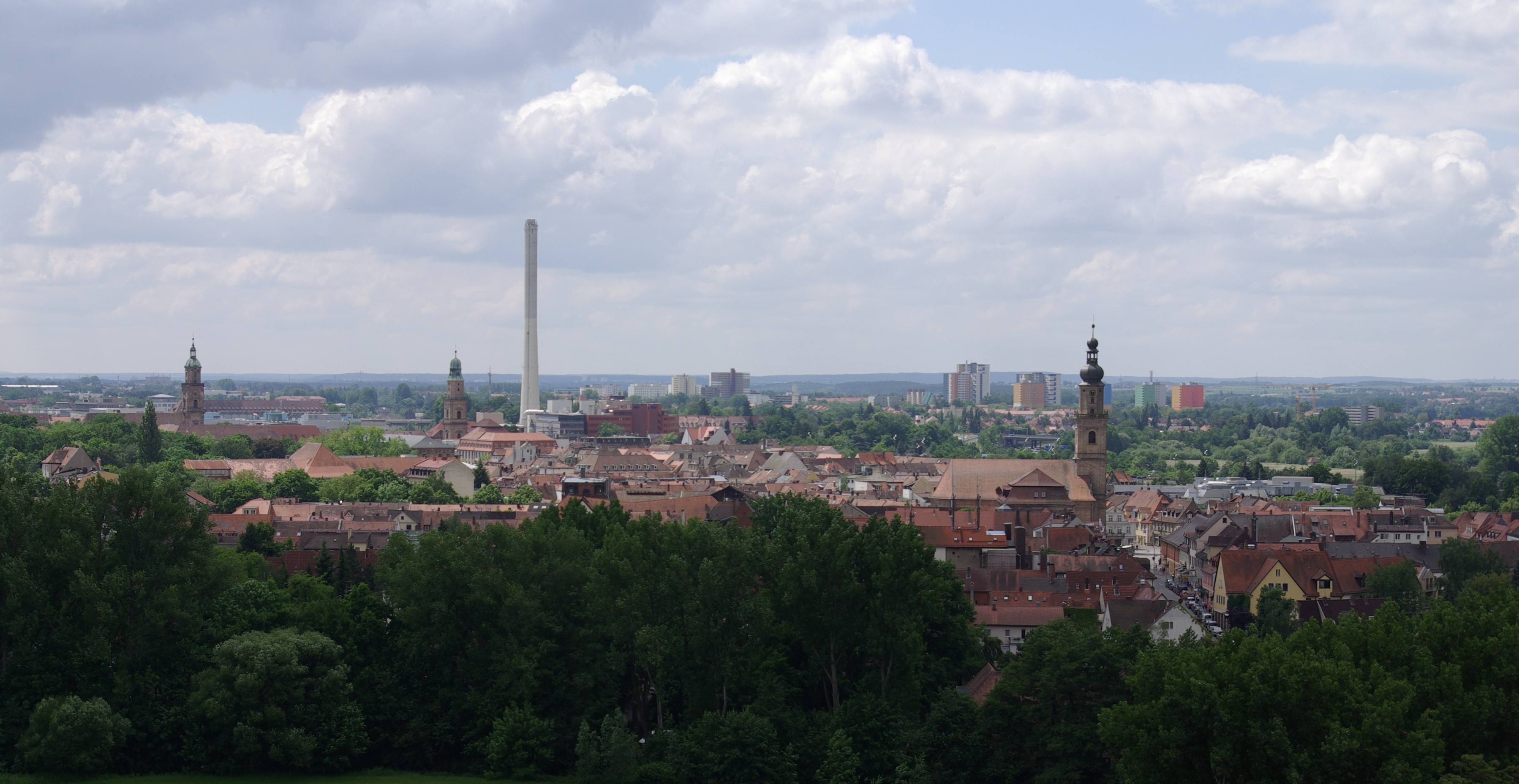
Erlangen
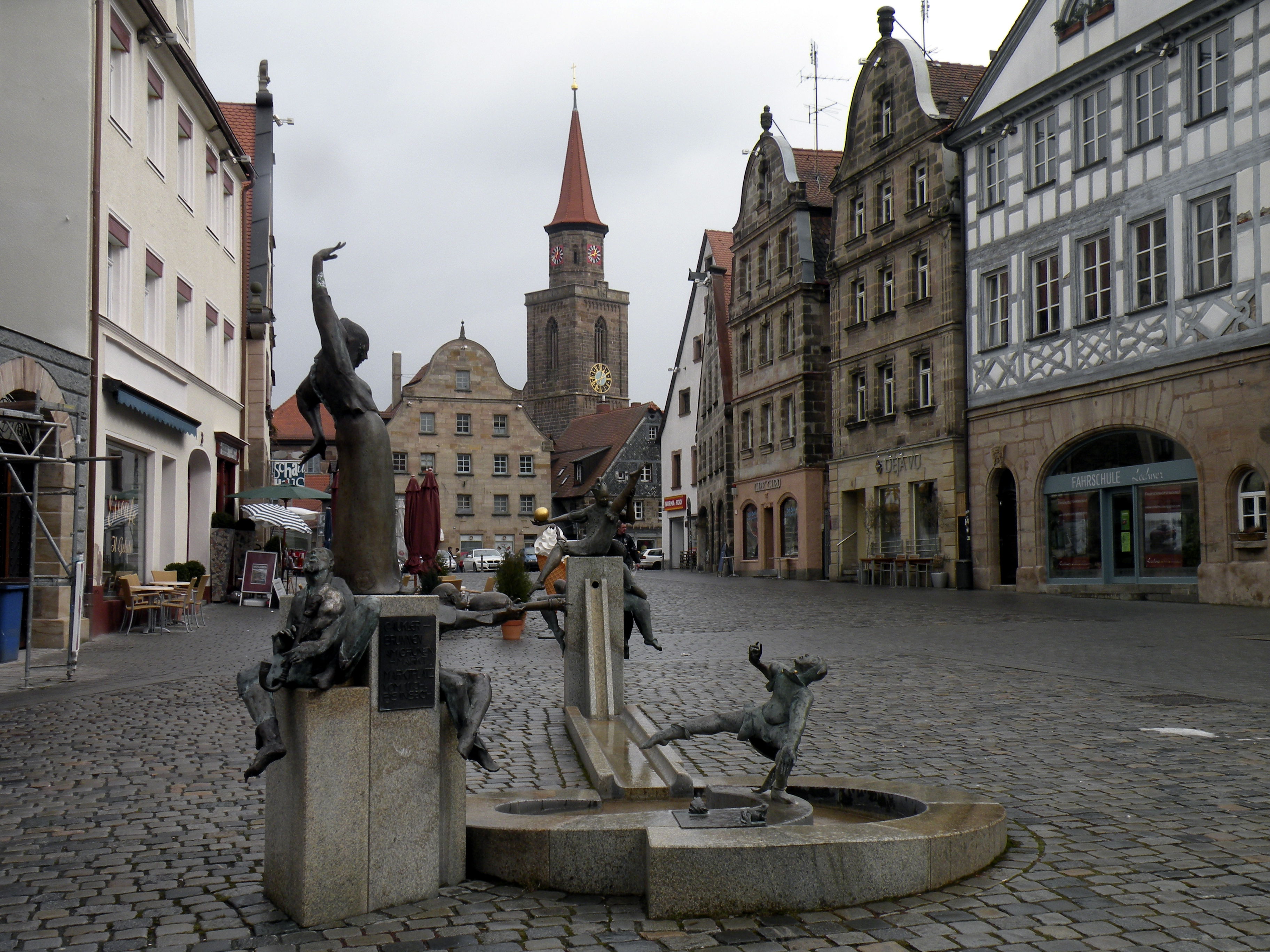
Fürth
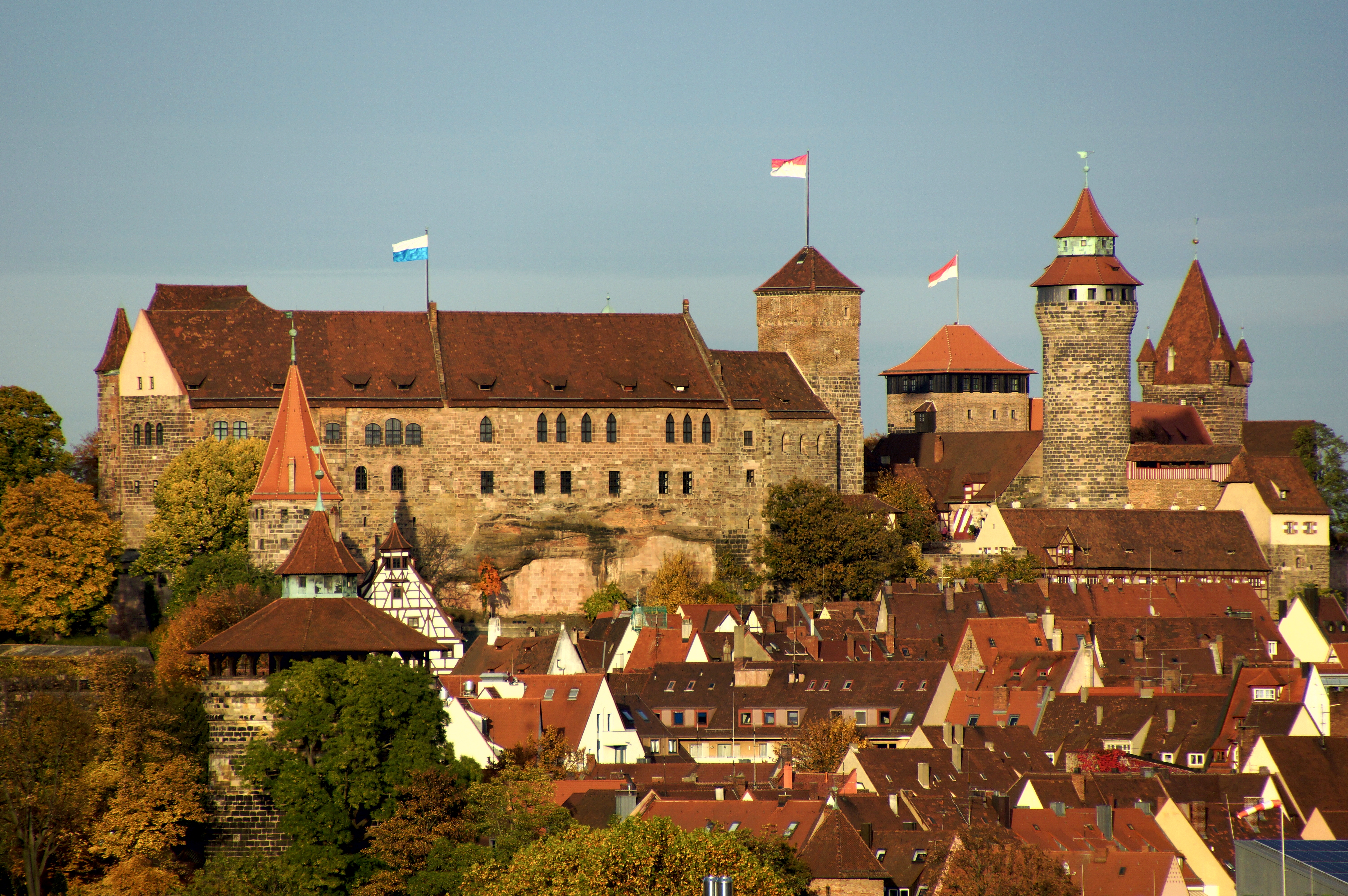
Nürnberg
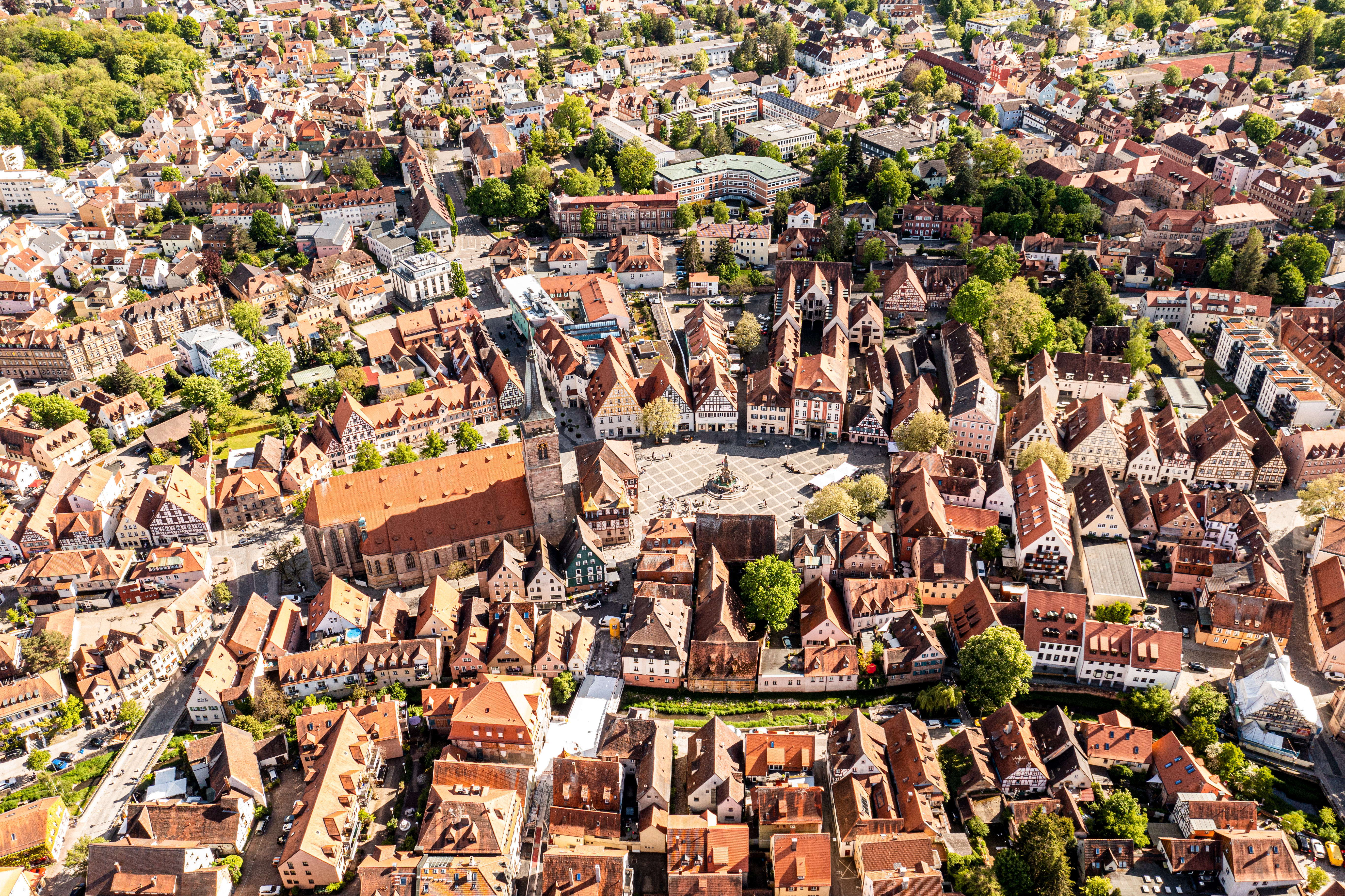
Schwabach

- Ansbach
- Erlangen
- Fürth
- Nürnberg
- Schwabach

### Járások
- Ansbach járás
- Erlangen-Höchstadt járás
- Fürth járás
- Neustadt an der Aisch-Bad Windsheim járás
- Nürnberger Land járás
- Roth járás
- Weißenburg-Gunzenhausen járás

## Külső hivatkozások
- http://www.regierung.mittelfranken.bayern.de (kormányzati kerület)
- https://web.archive.org/web/20200111042049/https://www.bezirk-mittelfranken.de/ (kerület)